# Ґожехово
Ґожехово (пол. Gorzechowo) — село в Польщі, у гміні Брудзень-Дужий Плоцького повіту Мазовецького воєводства.
Населення — 194 особи (2011).
У 1975-1998 роках село належало до Плоцького воєводства.

## Демографія
Демографічна структура станом на 31 березня 2011 року:
|          | Загалом | Допрацездатний вік | Працездатний вік | Постпрацездатний вік |
| -------- | ------- | ------------------ | ---------------- | -------------------- |
| Чоловіки | 94      | 20                 | 59               | 15                   |
| Жінки    | 100     | 23                 | 58               | 19                   |
| Разом    | 194     | 43                 | 117              | 34                   |